# ISAF World Sailing Games
Die ISAF World Sailing Games wurden erstmals 1994 in La Rochelle ausgetragen. Die Idee ist, Weltmeister unter dem Patronat des Weltsegelverbandes World Sailing, vormals International Sailing Federation (ISAF), auf gleichem Material zu küren. Die Schiffe werden vom Veranstalter zur Verfügung gestellt und ähnlich zu den Olympischen Spielen vertreten die Sportler ihr Heimatland.
Die World Sailing Games werden im Vierjahresrhythmus ausgetragen, so dass dieser Event den Höhepunkt in einer Olympiade darstellt. In der Geschichte dieser Veranstaltung waren nach der Austragung in der malerischen Atlantikstadt La Rochelle, Dubai auf der arabischen Halbinsel und die Mittelmeermetropole Marseille Austragungsorte der World Sailing Games.
Die World Sailing Games 2006 fanden von 10. bis 20. Mai auf dem Neusiedler See, Österreich statt. Hauptaustragungsort war Neusiedl am See. Die „Segel WM 2006“ wurde allerdings zu einem finanziellen Debakel für die Durchführungsgesellschaft. Trotz hoher Förderungen von Seiten des Landes und des Bundes, konnte der Veranstalter Kolomann-Watzek nach dem Event die beauftragten Dienstleister und Betriebe nicht bezahlen. Viele schlossen sich daraufhin einer Sammelklage der Wirtschaftskammer an.